# شبنم إيشيجوزال
شبنم إيشيجوزال (بالتركية: Şebnem İşigüzel)‏ (ولدت في عام 1973 في مدينة يالوفا) كاتبة تركية.
عقب إنهاء شبنم إيشيجوزال لتعليمها الإبتدائي والثانوي في يالوفا التحقت بقسم الأنثروبولوجيا بجامعة إسطنبول. عملت شبنم إيشيجوزال كمحررة ومراسلة في العديد من المؤسسات التلفزيونية والمجلات والصحف. وفي عام 1993 حازت على جائزة قصة يونس نادي عن أول كتاب لها باسم «سينبثق ضوء القمر إلى منزلك». وتعقب هذا الكتاب رواية «من سيسرد قصتي» في عام 1994 وتعقبه أيضا أول رواية لها باسم «عظاءة صديقي السابق» في عام 1996. وفي سبتمبر عام 2009 قد ترجم روني وار رواية " Kevnedostê Min Gumgumok " إلى اللغة الكردية. وتستأنف شبنم إيشيجوزال الكتابة مرة أخرى من خلال سرد حياة كاتبة تعد أم لطفلة إسمها (تمار) وولد إسمه (أرارات).

## كتبها
•	سينبثق ضوء القمر إلى منزلك (قصة، 1993)
•	من سيسرد قصتي (قصة، 1994)
•	عظاءة صديقي السابق (رواية، 1996)
•	بين النساء الأذكياء، (مقالة، 2000)
•	سيد قدري، (قصة، 2001)
•	اللبلاب، (رواية، 2002)
•	النفاية، (رواية، 2004)
•	الموكب، (رواية، 2008)
•	ظل الأهداب، (رواية، 2010)
•	أمي والغرباء، (كتاب أطفال، 2011)
•	فينوس، (رواية، 2013)

## وصلات خارجية
•	الحديث الصحفي لشبنم إيشيجوزال
•	الموقع الإلكتروني لشبنم إيشيجوزال (http://www.sebnemisiguzel.com/)